# Mon Amie

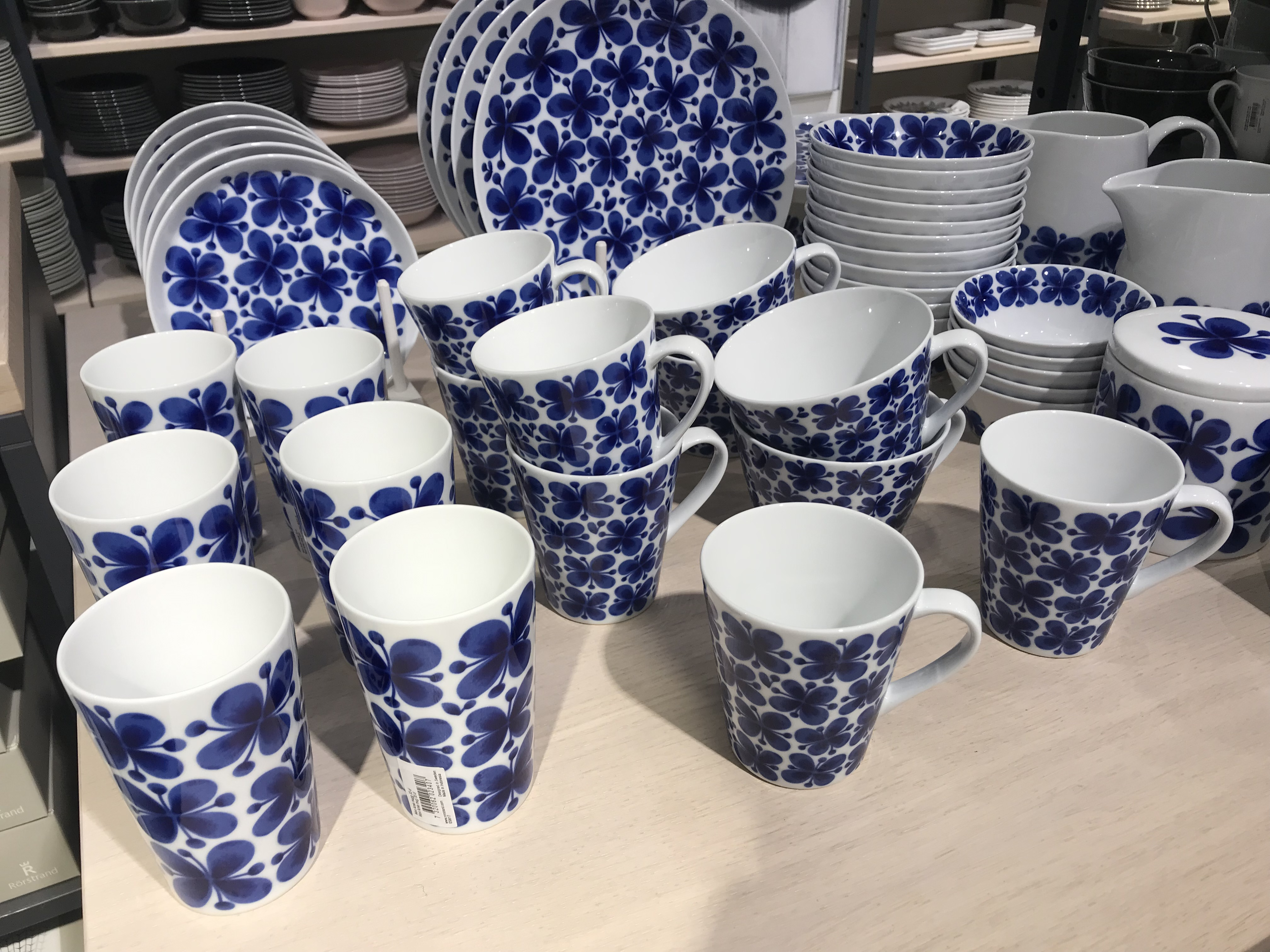

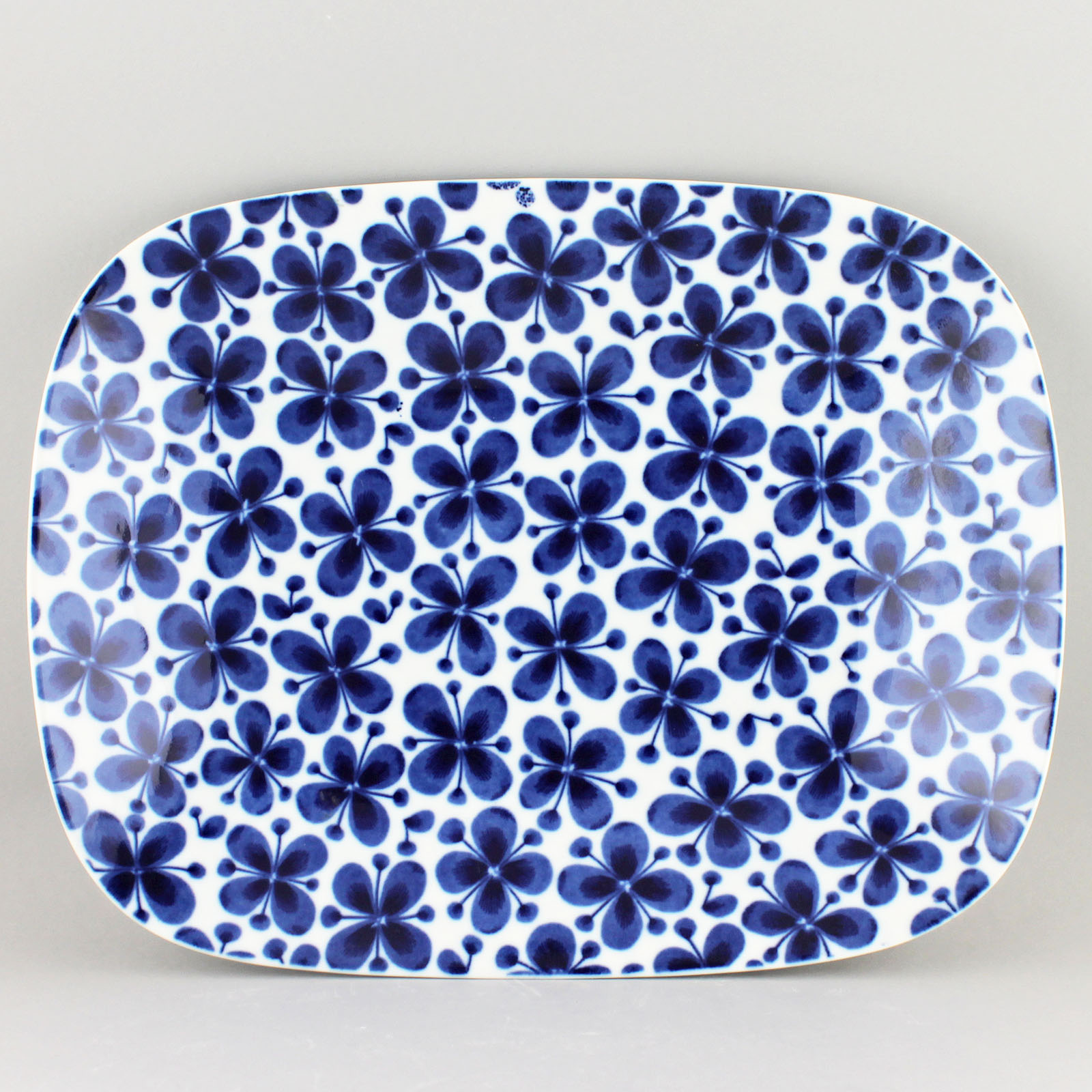
Tydligt exempel på mönstret, på en tallrik.

Mon Amie är en porslinsservis som formgavs 1952 av Marianne Westman. Den producerades av Rörstrand 1952–1987 och återlanserades 2008 i samband med Westmans 80-årsdag. Mönstret, som var Westmans debutverk, består av koboltblåa blommor på vit bakgrund. Den blomma Westman avbildade är egentligen vit, skvattram. Servisen Mon Amie ingår i Nationalmuseums permanenta utställning Den moderna formen 1900–2000.  